# Цыбко, Константин Валерьевич
Константи́н Вале́рьевич Цыбко (род. 17 мая 1974, г. Свердловск) — российский государственный и общественный деятель, бывший член Совета Федерации, координатор «Единой России» по вопросам экологии, заместитель председателя комитета Совета Федерации по аграрно-продовольственной политике и природопользованию, председатель Всероссийского общества охраны природы (ВООП), кандидат юридических наук.

## Биография
Константин Цыбко родился 17 мая 1974 года в г. Свердловске. Его отец Валерий Фёдорович Цыбко работал преподавателем в Свердловском институте народного хозяйства (СИНХ), был награжден Медалью "За трудовую доблесть" как ликвидатор аварии на Чернобыльской АЭС. Константин Цыбко в 1996 году с отличием окончил Уральскую государственную юридическую академию, а затем аспирантуру УрГЮА по кафедре предпринимательского права. В 2002 году в Уральской государственной юридической академии К.В. Цыбко защитил кандидатскую диссертацию на тему «Залоговые операции коммерческих банков», после чего непродолжительное время работал преподавателем в Уральской государственной юридической академии. В период с 1999 года по 2005 год активно участвовал в политической жизни Свердловской области. Занимался организацией отделений политических и общественных объединений, участвовал в региональных и федеральных выборах. Учредил успешную юридическую компанию. 22 декабря 2005 года на первом съезде Ассоциации юристов России был избран в правление организации, после чего переехал в Москву. С 2005 года по 2014 год активно участвовал в политической жизни России, продвигал экологическую повестку и добивался принятия законов, направленных на охрану окружающей среды. Работал в верхней палате Парламента Российской Федерации, возглавил крупнейшую природоохранную организацию страны - Всероссийское общество охраны природы (ВООП).

## Профессиональная деятельность
В 1996 году поступил в аспирантуру и начал преподавательскую деятельность на кафедре Предпринимательского права Уральской государственной юридической академии в г. Екатеринбург. C 1997 года по 2007 год работал руководителем правовой службы на предприятиях, входящих в группу "СУАЛ" (СУАЛ-холдинг). Был помощником председателя Палаты представителей Законодательного собрания Свердловской области. В 2005 году был избран в правление Ассоциации юристов России, где работал заместителем председателя Комиссии по взаимодействию со средствами массовой информации. С 2007 года по 2009 год занимал должность помощника руководителя Федеральной службы по надзору в сфере природопользования и был председателем Правления Общественного совета при Росприроднадзоре. В 2009 г. решением Президиума партии "Единая Россия" был назначен координатором партии по вопросам экологии. В 2010 году избран председателем Центрального совета Всероссийского общества охраны природы (ВООП) (2010-2017 годы).
В связи с деятельностью в экологической сфере занимался вопросом сокращения промышленного загрязнения окружающей среды и стимулирования крупных промышленных предприятий к внедрению наилучших доступных технологий (НДТ). В целях реализации своих проектов в сфере охраны окружающей среды в 2010 году занялся проблемами экологической модернизации промышленного комплекса Челябинской области, Цыбко выступал в интересах жителей территорий, подвергавшихся промышленному загрязнению. Результатом общественной деятельности стал широкий интерес к его инициативам. 10 октября 2010 года он был избран депутатом Законодательного собрания Челябинской области пятого созыва от Озёрского избирательного округа. 18 октября 2010 года политсовет Челябинского регионального отделения партии «Единая Россия» принял решение выдвинуть кандидатуру Константина Цыбко на пост представителя Совета Федерации ФС РФ от Законодательного собрания Челябинской области. С декабря 2010 года был представителем в Совете Федерации ФС РФ от Законодательного Собрания Челябинской области. В ноябре 2011 года сенатор Цыбко стал заместителем председателя комитета Совета Федерации ФС РФ по аграрно-продовольственной политике и природопользованию. Он стал инициатором введения в Российской Федерации экологического стандарта топлива ЕВРО-5, что значительно улучшило состояние окружающей среды крупных мегаполисов. Как заместитель председателя Комитета по аграрно-продовольственной политике и природопользованию был включен в состав рабочей группы по подготовке закона "Об отходах производства и потребления", настаивал на применении европейских стандартов в области энергоэффективности и экологической модернизации российской промышленности. Участвовал в создании и активно работал в Комиссии по межпарламентскому сотрудничеству между Россией и Казахстаном. Результатом плодотворного сотрудничества с казахстанскими парламентариями стали несколько инфраструктурных проектов.

### Уголовное дело
12 декабря 2014 года Следственный комитет Российской Федерации на основании показаний заключившего сделку со следствием осужденного за хищение бюджетных средств Евгения Тарасова предъявил К.В. Цыбко обвинение в получении взятки в особо крупном размере (ч. 6 ст. 290 УК РФ) на общую сумму 27,5 млн рублей. По версии следствия в 2011 году К.В. Цыбко получил от главы администрации Озерского городского округа Челябинской области Евгения Тарасова не менее 17,5 млн руб. за содействие в назначении на указанную должность, а в 2012 году он как лично, так и при посредничестве Евгения Тарасова, получил 10 млн руб. от предпринимателя Олега Лакницкого за лоббирование его коммерческих интересов и создание благоприятных условий для развития бизнеса в регионе. Обвинения в адрес Константина Цыбко были выдвинуты задним числом и стали апогеем давления на сенатора со стороны одной из полукриминальных группировок Челябинской области. 15 сентября 2015 года суд арестовал имущество К.В. Цыбко и его родителей на сумму в 84,2 млн рублей. В ходе судебного заседания и проведенных проверок коррупционно полученных средств у Цыбко и его родственников не обнаружено. В июне 2017 года арест с имущества бывшего сенатора и его семьи был снят. Проверка Генеральной прокуратуры РФ установила, что всё имущество К.В. Цыбко и его семьи приобретено легально на законно заработанные средства.
Бывший сенатор отказался от предложенной ему сделки со следствием и 3 августа 2017 г. городской суд г. Озёрска Челябинской области вынес обвинительный приговор бывшему члену Совета Федерации Российской Федерации по делу о получении взяток. Константину Цыбко было назначено уголовное наказание в виде 9 лет лишения свободы с отбыванием в колонии строгого режима, а также денежный штраф в размере 70 млн рублей.
В июле 2021 года Определением Судебной коллегии по уголовным делам Верховного Суда Российской Федерации от 15.07.2021 N 11-УД21-15-К6 была признана незаконной практика нижестоящих судов, устанавливающих виновность подсудимых по делам о получении взятки лишь на основании показаний взяткодателей и производных показаний лиц, не являвшихся очевидцами события.
Отбывал наказание в исправительной колонии строгого режима № 11 в г. Кирово-Чепецке Кировской области, где подвергался жестокому обращению и репрессиям в связи с отказом признать вину. Неоднократно в качестве протеста объявлял длительные голодовки. 20 апреля 2022 года был освобожден из колонии. Продолжает обжаловать приговор суда.